# فاتينيزا
فاتينيزا جامارا بونزون (بالإنجليزية: فاتينيزا جامارا بونزون)‏ (المعروفة أيضًا باسم فاتينيزا من مواليد 21 يناير 1975 في  بوكارامانجا، كولومبيا) هي مغنية وكاتبة أغاني كولومبية.